# هلین هویزمن
هلین هویزمن (انگلیسی: Hellen Huisman; ۲۶ مارس ۱۹۳۷ – ۲۹ ژانویهٔ ۲۰۱۲) هنرپیشه، و صدا پیشه اهل پادشاهی هلند بود.